# 크루모나스과
크루모나스과(Chroomonadaceae)는 피레노모나스목에 속하는 은편모조류과의 일종이다. 피레노모나스과의 자매군이다.

## 하위 속
- 크루모나스속 (Chroomonas) - 최근 헤미셀미스과로 분류.
- 팔코모나스속 (Falcomonas) - 최근 팔코모나스과의 유일속으로 분류.
- 헤미셀미스속 (Hemiselmis) - 최근 헤미셀미스과로 분류.
- 콤마속 (Komma) - 최근 헤미셀미스과로 분류.
- 플라기오모나스속 (Plagiomonas) - 유일종 P. gryllotalpae 포함.